# Wydział Instrumentalistyki, Wykonawstwa Historycznego, Jazzu i Muzyki Estradowej Akademii Muzycznej im. Ignacego Jana Paderewskiego w Poznaniu
Wydział Instrumentalistyki, Wykonawstwa Historycznego, Jazzu i Muzyki Estradowej Akademii Muzycznej im. Ignacego Jana Paderewskiego w Poznaniu – jeden z dwóch wydziałów Akademii Muzycznej im. Ignacego Jana Paderewskiego w Poznaniu. Jego siedziba znajduje się przy ul. Święty Marcin 87 w Poznaniu.
Wydział powstał z połączenia wcześniejszego Wydziału II (Instrumentalnego) oraz Wydziału V (Instrumentów Smyczkowych, Harfy, Gitary i Lutnictwa Artystycznego).

## Struktura[2]
- Instytut Instrumentalistyki
  - Katedra Fortepianu
  - Katedra Kameralistyki Fortepianowej
  - Katedra Instrumentów Dętych Blaszanych
  - Katedra Instrumentów Dętych Drewnianych
  - Katedra Organów
  - Katedra Instrumentów Perkusyjnych
  - Katedra Historycznych Praktyk Wykonawczych
  - Zakład Akordeonu i Interpretacji Muzyki Współczesnej
- Instytut Instrumentów Lutniczych
  - Katedra Instrumentów Smyczkowych, Harfy i Gitary
  - Katedra Lutnictwa Artystycznego
  - Katedra Kameralistyki
  - Katedra Muzyki Orkiestrowej
- Instytut Jazzu i Muzyki Estradowej
  - Katedra Instrumentalistyki i Wokalistyki Jazzowej

## Władze
Władze Wydziału i Instytutów wybrane na kadencję 2020-2024:
- Dziekan: prof. dr hab. Krzysztof Sowiński
- Dyrektor Instytutu Instrumentalistyki: ad. dr hab. Mikołaj Zgółka
- Zastępca dyrektora Instytutu Instrumentalistyki: wykł. mgr Renata Pabich
- Zastępca dyrektora Instytutu Instrumentalistyki: ad. dr Przemysław Witek
- Dyrektor Instytutu Jazzu i Muzyki Estradowej: prof. dr hab. Wojciech Olszewski
- Zastępca dyrektora Instytutu Jazzu i Muzyki Estradowej: ad. dr Maciej Kociński
- Dyrektor Instytutu Instrumentów Lutniczych: ad. dr hab. Piotr Niewiedział
- Zastępca dyrektora Instytutu Instrumentów Lutniczych: wykł. mgr Jan Mazurek